# 伊森·阿爾瓦諾
伊森·埃雷拉·阿爾瓦諾（1996年7月28日—）為菲律賓裔美國男子籃球運動員，現效力於韓國籃球聯賽原州DB新世代。
2018年阿爾瓦諾從加州州立大學聖馬科斯分校畢業以後在菲律賓開啟職業生涯，2021-22賽季代表布萊梅港北極熊出賽28場，場均貢獻9.8分、2.3籃板、3.3助攻。2022年7月，韓國籃球聯賽原州DB新世代宣布以兩年合約簽下亞洲外籍球員阿爾瓦諾。2023-24賽季阿爾瓦諾例行賽54場全勤，繳出場均15.9分、6.59助攻、3籃板的表現，帶領球隊拿下例行賽第一，在國內球員年度MVP的111張選票中獲得50票，擊退第二名隊友姜相才的47票，成為第一位亞洲外籍球員獲選國內球員年度MVP。2024年5月，阿爾瓦諾與原州DB新世代續簽兩年合約。

## 外部連結
- 伊森·阿爾瓦諾在fiba.basketball（英语）
- 伊森·阿爾瓦諾在韓國籃球聯賽官網（英语）
- 伊森·阿爾瓦諾在Sports-Reference.com（NCAA）（英语）
- 伊森·阿爾瓦諾在Eurobasket.com（球員）（英语）
- 伊森·阿爾瓦諾在Proballers（英语）
- 伊森·阿爾瓦諾在RealGM（球員）（英语）
- 伊森·阿爾瓦諾在Flashscore（英语）